# Frédéric Bong
Frédéric Bong (Douala, 27 luglio 1987) è un ex calciatore camerunese, di ruolo difensore.